# Société Botanique de France
La Sociedad Botánica de Francia (SBF) es una sociedad científica fundada el 24 de mayo de 1854. Desde su inauguración se fijó de concurrir al progreso de la Botánica y de las Ciencias que la acompañan y de facilitar, por todos los medios disponibles, los estudios y los trabajos de sus miembros (artículo 2 de los estatutos originales).

## La fundación
Dicha creación tuvo lugar en la reunión de quince botánicos, calificados por la condición de miembros fundadores, reunidos el 12 de marzo de 1854 : 
- Antoine François Passy (1792-1873)
- Adolphe Brongniart (1801-1876), profesor del Museo Nacional de Historia Natural de Francia
- Joseph Decaisne (1807-1882), profesor del Museo Nacional de Historia Natural de Francia
- Horace Bénédict Alfred Moquin-Tandon (1801-1863)
- Conde Hippolyte Jaubert (1798-1874)
- Louis Graves (1791-1857), director general forestal
- Vicomte de Noé
- Timothée Puel (1812-1890)
- Charles Philippe Robin (1821-1885), inspector principal de divisiones de Puentes y Caminos
- Alphonse Maille (1813-1865)
- Ernest Saint-Charles Cosson (1819-1889)
- Pierre Étienne Simon Duchartre (1811-1894)
- Wladimir de Schoenefeld (1816-1875)
- Adolphe De Bouis (1804-1878), doctor en medicina
- Jacques Nicolas Ernest Germain de Saint-Pierre (1815-1882)

Tres de esos participantes, L. Graves, A. Passy y W. de Schoenefeld, formaron una comisión y establecieron los estatutos inspirados en la Société géologique de France, creación de la que Louis Grave había participado. La Sociedad geológica de Francia les facilitó un sitio para las primeras reuniones de la SBF. Durante la primera reunión oficial, que contaba con el acuerdo del prefecto de policía, del 24 de mayo de 1854, se creó un comité: 
- A. Brongniart, presidente
- J. Decaisne, D. Delessert, H. Moquin-Tandon, vicepresidentes
- W. de Schoenefeld y P. Duchartre, secretarios
- T. Puel y E. Cosson, prosecretarios
- Caillette de l’Hervilliers, tesorero
- de Bonis, archivista

En 1868, la SBF se ubica en un local de la Société centrale d’horticulture de France, para en 1949, poseer su propia dependencia en la Facultdad de Farmacia de París. Fue reconicuda como de "utilidad pública" por decreto del 17 de agosto de 1875. En los años 1920, diferentes herbarios conservados por la Sociedad fueron reubicados en distintas instituciones para asegurar una conservación mejor que la Sociedad no era capaz de cubrir.

## Las publicaciones
Comenzó publicando desde sus orígenes las minutas de sus sesiones tanto ordinarias como extraordinarias, y revisiones de bibliografía. Las sesiones extraordinarias se efectuaban en diferentes ciudades de Francia, a fin de que los miembros de provincias pudieran también participar en esas actividades de la sociedad. Luego, se organizaron excursiones de botánicos, en Francia y en el extranjero, regularmente. 
La SBF publica hoy día dos publicaciones : 
- Acta botánica (trimestral), donde un número de abonados significativos está suscripto
- Journal de Botanique, donde el abono está ligado a la cotización y donde se publican los resúmenes de las excursiones botánicas (las últimas a Chipre, Forez, Marruecos).

La SBF regula diversos premios y recompensas como el Premio de Coincy adoptado en 1904 y que recompensa investigaciones en taxonomía. 
La Sociedad tuvo 162 miembros en el primer año, después osciló entre 500 a 800. La sociedad está abierta a las mujeres desde su origen, su primer miembro femenino fue Elisa de Vilmorin (x-?1868), viuda de Pierre Louis François Levêque de Vilmorin (1816-1860).

## Las últimas acciones
La SBF ha lanzado un proyecto en 2001 para el desarrollo de una flora de Francia. Y se ha emprendido la digitalización del Bulletin y del Journal. 
En 2004, hubo un coloquio de ciento cincuenta personas, aunque participaron 105 botánicos. Se efectuó una presentación histórica de la Sociedad, de las comunicaciones sobre la Botánica francesa de hoy día, de su devenir, así como de su enseñanza. La asamblea general de 2005 fue ocasión de reafirmar el rol de esta organización :  es importante que, [...], para el futuro, un rol muy importante en la defensa y en la promoción de la botánica en Francia, en materia de contribución científica y en términos de representación europea e internacionales.

## Anexos y notas

### Fuente
- François Pellegrin. 1954. Un siècle de Société de botanique de France. Bulletin de la Société botanique de France, suplemento al N° 101 : 17-46